# チェタ・オゾグウ
チェタ・オゾグウ（Cheta Ozougwu 1988年11月18日- ）はテキサス州ヒューストン出身の元アメリカンフットボール選手。ポジションはラインバッカー。

## 経歴
彼の家族はナイジェリア出身で1980年代にアメリカに移住した。ライス大学では、3年次の2009年に65タックル（10.5ロスタックル）、4.5サックをあげた。大学では4年間で通算197タックル、11サックをあげた。
2011年のNFLドラフトでヒューストン・テキサンズから全体最後の指名となる7巡254番目に指名された。8月15日のニューヨーク・ジェッツとのプレシーズンゲームのキックオフで脳震盪を起こしたが、試合中誰も気づくものはなく、そのままプレーを続け、試合後に病院に運ばれた。怪我のため9月4日に故障者リスト入り、9月13日にウェーバーされて、レギュラーシーズンの出場はなかった。
2012年4月11日、シカゴ・ベアーズと契約を結んだ。デンバー・ブロンコスとのプレシーズンゲームでは、元ベアーズのQBケイレブ・ヘイニーをサックした。プレシーズンゲームでは、ベアーズの選手トップの3サックをあげた。12月28日にベアーズから解雇されたが、1月2日にベアーズに復帰した。
2013年9月1日、ベアーズから解雇された。9月24日、ベアーズとプラクティス・スクワッドとして契約した。11月16日にアクティブロースターに昇格し、翌日のボルチモア・レイブンズ戦の第4Qにジョー・フラッコをサックした。これは彼のプロ初サックであった。